# Colombiers (Orne)
Colombiers és un municipi francès situat al departament de l'Orne i a la regió de Normandia. L'any 2007 tenia 340 habitants.

## Demografia

### Població
El 2007 la població de fet de Colombiers era de 340 persones. Hi havia 144 famílies de les quals 36 eren unipersonals (16 homes vivint sols i 20 dones vivint soles), 56 parelles sense fills, 48 parelles amb fills i 4 famílies monoparentals amb fills.
La població ha evolucionat segons el següent gràfic:
Habitants censats

### Habitatges
El 2007 hi havia 152 habitatges, 142 eren l'habitatge principal de la família, 8 eren segones residències i 2 estaven desocupats. 149 eren cases i 2 eren apartaments. Dels 142 habitatges principals, 113 estaven ocupats pels seus propietaris, 27 estaven llogats i ocupats pels llogaters i 2 estaven cedits a títol gratuït; 1 tenia una cambra, 6 en tenien dues, 7 en tenien tres, 34 en tenien quatre i 94 en tenien cinc o més. 109 habitatges disposaven pel capbaix d'una plaça de pàrquing. A 66 habitatges hi havia un automòbil i a 73 n'hi havia dos o més.

### Piràmide de població
La piràmide de població per edats i sexe el 2009 era:
| Homes | Edats   | Dones |
| ----- | ------- | ----- |
| 0     | 95 o +  | 0     |
| 0     | 90 a 94 | 1     |
| 2     | 85 a 89 | 1     |
| 1     | 80 a 84 | 2     |
| 4     | 75 a 79 | 2     |
| 7     | 70 a 74 | 5     |
| 12    | 65 a 69 | 9     |
| 5     | 60 a 64 | 7     |
| 12    | 55 a 59 | 7     |
| 15    | 50 a 54 | 22    |
| 13    | 45 a 49 | 9     |
| 14    | 40 a 44 | 9     |
| 14    | 35 a 39 | 16    |
| 12    | 30 a 34 | 8     |
| 13    | 25 a 29 | 13    |
| 9     | 20 a 24 | 4     |
| 11    | 15 a 19 | 8     |
| 13    | 10 a 14 | 11    |
| 11    | 5 a 9   | 8     |
| 8     | 0 a 4   | 7     |

## Economia
El 2007 la població en edat de treballar era de 241 persones, 170 eren actives i 71 eren inactives. De les 170 persones actives 165 estaven ocupades (89 homes i 76 dones) i 5 estaven aturades (5 homes). De les 71 persones inactives 28 estaven jubilades, 29 estaven estudiant i 14 estaven classificades com a «altres inactius».

### Ingressos
El 2009 a Colombiers hi havia 143 unitats fiscals que integraven 356 persones, la mediana anual d'ingressos fiscals per persona era de 19.255 €.

### Activitats econòmiques
Dels 13 establiments que hi havia el 2007, 1 era d'una empresa de fabricació d'altres productes industrials, 3 d'empreses de construcció, 2 d'empreses de comerç i reparació d'automòbils, 1 d'una empresa de transport, 1 d'una empresa d'hostatgeria i restauració, 2 d'empreses immobiliàries, 1 d'una empresa de serveis i 2 d'empreses classificades com a «altres activitats de serveis».
Dels 4 establiments de servei als particulars que hi havia el 2009, 1 era un taller de reparació d'automòbils i de material agrícola, 2 paletes i 1 restaurant.
L'any 2000 a Colombiers hi havia 16 explotacions agrícoles que ocupaven un total de 930 hectàrees.

## Poblacions més properes
El següent diagrama mostra les poblacions més properes.